# 2-油酸单甘油酯
2-油酸单甘油酯（或称为2-油酸甘油，缩写2OG）是一种有机化合物，分子式C21H40O4，属于一种单酸甘油酯，存在于生物组织中，常由二酸甘油酯转化形成，再通过单酰甘油酯酶（MAGL）代谢为油酸和甘油，2011年发现是孤儿受体GPR119的内源性配体。